# Джонсон, Рэнди
Рэндалл Дэвид Рэнди Джонсон (англ. Randall David «Randy» Johnson, род. 10 сентября 1963 года) — американский профессиональный бейсболист, выступавший в Главной лиге бейсбола на позиции питчера. За 22 сезона в МЛБ он играл за команды «Монреаль Экспос», «Сиэтл Маринерс», «Хьюстон Астрос», «Аризона Даймондбэкс», «Нью-Йорк Янкис» и «Сан-Франциско Джайентс». Является членом клуба 300 побед.
Джонсон обладал одним из самых быстрых фастболов в истории МЛБ. Скорость его подач часто превышала 100 миль в час (160 км/ч). Он пять раз выигрывал приз Сая Янга, дважды играл ноу-хиттеры, а 18 мая 2004 года сыграл совершенный матч — 17-й в истории МЛБ, став самым возрастным игроком за всю историю лиги, добившемся подобного достижения (40 лет).
В 2015 году был включён в Бейсбольный зал славы.

## Профессиональная карьера

### Монреаль Экспос (1988—1989)
Джонсон был выбран во втором раунде драфта МЛБ 1985 года клубом «Монреаль Экспос». В МЛБ он дебютировал в 1988 году.

### Сан-Франциско Джайентс (2009)
26 декабря 2008 года Джонсон подписал однолетний контракт с клубом «Сан-Франциско Джайентс», согласно которому он должен был получать гарантированные 8 млн долларов, с возможностью получить 2,5 млн долларов в качестве бонуса за хорошее выступление и 2,5 млн долларов бонусов в качестве премий. 4 июня, после победы над «Вашингтон Нэшионалс», Джонсон стал двадцать четвёртым членом клуба 300 побед. 28 июля 2009 года он был помещён в список травмированных после получения травмы плеча. 16 сентября он был переведён в основной состав. 18 сентября Джонсон впервые за последние 4 года вышел в качестве релиф-питчера, отыграв 3 выхода на биту против «Лос-Анджелес Доджерс». На тот момент, в возрасте 46 лет, он был вторым самым возрастным игроком в МЛБ после Джейми Мойера.
5 января 2010 года Джонсон объявил о завершении игровой карьеры. «Маринерс» пригласили его сделать первый церемониальный бросок в матче открытия нового стадиона «Сиэтл Маринерс» «Сэфико-филд», который состоялся 12 апреля 2010 года. 17 января 2012 года Джонсон был включён в Зал славы Маринерс. «Даймондбэкс» также пригласили его и Курта Шиллинга сделать церемониальные броски во время празднования десятилетия победы «Аризоны Даймондбэкс» в Мировой серии 2001 года над «Нью-Йорк Янкис».

## Личная жизнь
У Джонсона и его жены Лизы четверо детей: Сэмми (род. 1994), Таннер (род. 1996), Уиллоу (род. 1998) и Александрия (род. 1999). У него также есть дочь от предыдущих отношений — Хизер Рене Росзелль (род. 1989).
После завершения игровой карьеры Джонсон стал профессионально заниматься фотографией.